# Teoria veneta
Con l'espressione teoria veneta (in lingua slovena venetska teorija) s'intende una tesi abbastanza diffusa in ambito culturale sloveno che nega la ricostruzione storiografica dell'arrivo dei popoli slavi nella zona delle Alpi Orientali nel VI secolo d.C., ritenendo invece che i cosiddetti protosloveni (chiamati Veneti) avessero abitato la regione fin da tempi molto più antichi. Pur essendo stata rifiutata dal mondo accademico, questa teoria ha avuto un notevole successo a livello popolare in Slovenia fra gli anni '80 e '90 del XX secolo, ricevendo anche una certa accoglienza presso gruppi pan-venetisti.

## Introduzione
La teoria veneta nacque nel corso degli ultimi anni della Repubblica Socialista Federale di Jugoslavia, quando il risveglio delle varie nazionalità della Jugoslavia creò le premesse per il successo dei vari movimenti separatistici e per la successiva dissoluzione della federazione.
Nel 1989 l'economista Jožko Šavli, il poeta Matej Bor e il sacerdote Ivan Tomažič - tutti e tre linguisti dilettanti - pubblicarono il volume Veneti: naši davni predniki (I veneti: i nostri antichi antenati), tradotto poi in varie lingue negli anni successivi, contenente in parte alcuni loro contributi elaborati in anni precedenti. In tale saggio, essi rigettarono radicalmente la nozione comunemente accettata per cui gli Sloveni sarebbero i discendenti delle popolazioni slave che s'insediarono nell'attuale area di presenza slovena in Europa a partire dal VI secolo, ritenendo in modo del tutto innovativo che fossero in realtà parte di una popolazione pre-romana che essi chiamarono genericamente Veneti, suddivisa fra Veneti Adriatici, Veneti Baltici, Pannoni, Norici e alcuni altri popoli tradizionalmente definiti Celti o Illirici. Secondo questa teoria – quindi – i Veneti avrebbero parlato una lingua proto-slava, dalla quale sarebbero derivate le lingue slave occidentali, compreso il moderno sloveno.

## Argomentazioni
La teoria veneta si basa su una serie di varie argomentazioni soprattutto linguistiche, ma anche storiche, mitologiche, folkloristiche o di altra natura. Le prime derivano in gran parte dagli studi del Bor, sulla base di considerazioni spesso successivamente considerate in maniera sprezzante o derisoria dal mondo accademico, a causa del frequente utilizzo di forzature terminologiche, argomentazioni a senso, semplici allitterazioni o addirittura vere e proprie manipolazioni.
Fra queste considerazioni, v'è il fatto che gli antichi Germani utilizzassero il nome Vendi (Wenden) per indicare vari popoli, considerati tutti dai tre studiosi sloveni come Slavi, di conseguenza essi ritennero che gli antichi Veneti fossero uno dei ceppi di tale molteplice gruppo. Oltre a ciò, essi rilevarono come alcuni cronachisti medievali chiamarono i Veneti Slavi. Assieme a questo tipo di argomentazioni, il Šavli rilevò una serie di toponimi ipoteticamente proto-sloveni in Europa Centrale e nel nord Italia. Matej Bor invece ritradusse alcune antiche iscrizioni Venetiche del nord-est Italia e dell'attuale Litorale Sloveno utilizzando per allitterazione delle parole derivanti dalla lingua o da dialetti sloveni.
Tutte queste argomentazioni sono state radicalmente rigettate dagli studiosi accademici – compresi tutti gli studiosi sloveni più importanti – purtuttavia la teoria veneta creò grandissime discussioni e polemiche nella Jugoslavia dell'ultimo periodo. Alcuni importanti storici sloveni – come Bogo Grafenauer e Peter Štih – entrarono in aperta polemica con gli autori della teoria, mentre d'altra parte essi ottennero appoggio pubblico da vari artisti o scrittori sloveni, fra i quali il politico ultranazionalista Zmago Jelinčič. In qualche modo, si cercava di dare spazio alla teoria della differenza originaria fra gli Sloveni e gli altri popoli jugoslavi, creando una forte cesura con questi ultimi.

## La ricezione della teoria in Italia
La teoria veneta ottenne un certo successo in alcuni ambienti veneti, che rimarcarono per suo tramite il ruolo di primo piano che il popolo veneto avrebbe giocato nella costruzione della civiltà europea.
Particolarmente critico nei confronti di queste teorie fu uno dei linguisti che maggiormente studiò le antiche iscrizioni venetiche – Giovan Battista Pellegrini – che scrisse: